# Aeródromo Curimanque
El Aeródromo Curimanque (OACI: SCKQ), es un terminal aéreo ubicado junto a la localidad de Pucón, Provincia de Cautín, Región de la Araucanía, Chile. Es de propiedad privada.